# MorphoSys
MorphoSys est une entreprise biopharmaceutique allemande fondée en 1992. Son siège est situé près de Munich, en Allemagne, et elle détient une filiale à 100 %, MorphoSys US Inc., à Boston (Massachusetts, États-Unis), où elle met actuellement en place une entité commerciale. La société dispose de diverses technologies d’anticorps, de protéines et de peptides, qu’elle utilise pour découvrir et développer ses propres candidat-médicaments, mais aussi des candidats-médicaments dans le cadre de partenariats. Dans son pipeline de développement, la société affirme détenir pas moins de 100 candidat-médicaments sous étude couvrant une grande variété de maladies,. Si un grand nombre d’entre eux sont développés en partenariat avec des entreprises pharmaceutiques et biotechnologiques, MorphoSys dispose également d’un pipeline propriétaire axé sur le cancer.
MorphoSys AG est cotée à la bourse de Francfort ainsi qu’au Nasdaq (États-Unis).

## Historique
En juin 2021, Morphosys annonce l'acquisition de Constellation Pharmaceuticals, une entreprise américaine spécialisée dans l'oncologie, pour 1,7 milliard de dollars.

## Activités
- Développement d'anticorps pour des applications thérapeutiques en partenariat avec des sociétés pharmaceutiques et biotechnologiques pour le traitement des arthrites rhumatoïdes, des cancers et des maladies infectieuses.

- Développement d'anticorps et de peptides thérapeutiques.

## Principaux actionnaires
Au 19 décembre 2019:
| Fidelity Management & Research    | 8,55% |
| Invesco Advisers                  | 7,56% |
| Flossbach von Storch              | 7,38% |
| Baillie Gifford & Co.             | 6,26% |
| Schroder Investment Management    | 2,94% |
| Consonance Capital Management     | 2,93% |
| The Vanguard Group,               | 2,81% |
| Norges Bank Investment Management | 2,40% |
| Union Investment Privatfonds      | 2,09% |
| DWS Investment                    | 1,97% |